# Coptopteryx thoracica
Coptopteryx thoracica är en bönsyrseart som beskrevs av Rehn 1913. Coptopteryx thoracica ingår i släktet Coptopteryx och familjen Mantidae. Inga underarter finns listade i Catalogue of Life.